# Teoria da firma
A teoria da firma consiste em várias teorias econômicas que explicam e predizem a natureza da firma, empresa ou corporação, incluindo sua existência, comportamento, estrutura e relacionamento com o mercado. As empresas são os principais impulsionadores da economia, fornecendo bens e serviços em troca de pagamentos e recompensas monetárias. Estrutura organizacional, incentivos, produtividade dos funcionários e informações influenciam a operação bem-sucedida de uma empresa na economia e dentro dela mesma. Assim como as principais teorias econômicas, como a teoria dos custos de transação, economia gerencial e a teoria comportamental da empresa permitirá uma análise aprofundada sobre vários tipos de empresa e gestão.

## Teoria da Produção
A Teoria da Produção abrange os conceitos de produção e produtividade.  Em conjunto com as teorias dos custos e dos rendimentos, ela permite a uma firma determinar qual a quantidade ideal a ser produzida.
Na teoria da produção no Estagio I o produto total cresce a taxas crescentes e descrescentes até o ponto onde a produtividade marginal do fator variável iguala a produtividade média deste fator em seu máximo, no estágio II o produto total cresce a taxas decrescentes até o seu máximo, sendo a produtividade marginal do fator variável sempre decrescente até o ponto onde ela iguala-se a zero, no estágio III o produto total é decrescente sendo a produtividade marginal do fator variável decrescente e negativa.

### Função de Produção
A função de produção representa as possibilidades técnicas de produção eficiente - ou seja, sem desperdício - de uma empresa.  Essa função é dada por
onde {\displaystyle q} é a quantidade produzida e {\displaystyle x_{i}} é a quantidade utilizada do fator de produção i.

### Fatores fixos e variáveis
Os fatores {\displaystyle x_{i}} podem ser classificados em fixos e variáveis:
- Fatores fixos: independem da quantidade produzida (ex.: aluguel do espaço utilizado)
- Fatores variáveis: variam conforme o volume produzido (ex.: mão de obra utilizada, energia, matéria-prima etc.)

É fácil notar que qualquer fator fixo, no longo prazo, também varia.  O aluguel do espaço utilizado pode ser constante por alguns meses, e sua variação anual pode até ser desconsiderada.  Entretanto, não é correto considerar que esse fator seja fixo em um prazo de dez anos.  Portanto, a definição de fatores fixos e variáveis está ligado ao conceito de curto e longo prazos.
Na Teoria da Firma, o curto prazo é definido como o espaço de tempo em que há pelo menos um fator fixo envolvido na produção de uma firma.

### Produtividade média e marginal
A produtividade média de um fator (PMe) é calculada como o quociente entre a quantidade produzida (q) e a quantidade utilizada do fator em questão (x).  Algebricamente:
A produtividade média de {\displaystyle x_{i}} mede a quantidade de unidades produzidas que são devidas ao fator i.
A produtividade marginal de um fator (PMg) é calculada como o quociente entre a variação na quantidade produzida (q) e a variação na quantidade utilizada do fator em questão (x).  Alternativamente, podemos pensar na produtividade marginal de um fator i como sendo a derivada da função {\displaystyle q=f(x_{1},...,x_{n})} em relação a {\displaystyle x_{1}}, ou seja:
A produtividade marginal de {\displaystyle x_{i}} mede a quantidade de unidades produzidas (q) que se aumenta com o acréscimo de uma unidade de {\displaystyle x_{i}}.

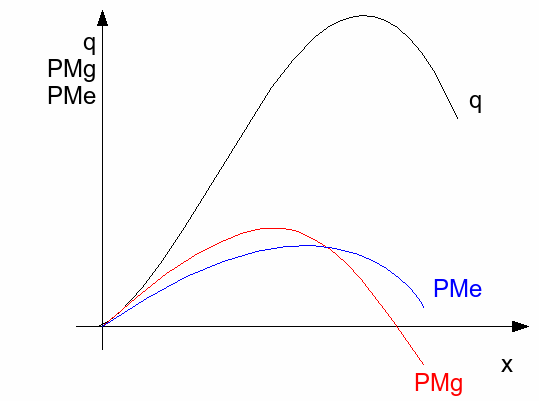
Formato típico das curvas da função de produção, de produtividade média e de produtividade marginal

A imagem ao lado mostra o formato normalmente apresentado pelas funções de produção, de produtividade média e de produtividade marginal no curto prazo.  A sua característica parabólica é resultado da aplicação da Lei dos rendimentos decrescentes.  No longo prazo, o formato dessas curvas dependerá do tipo de economia de escala da firma, conforme veremos no item seguinte.

### Rendimentos de Escala

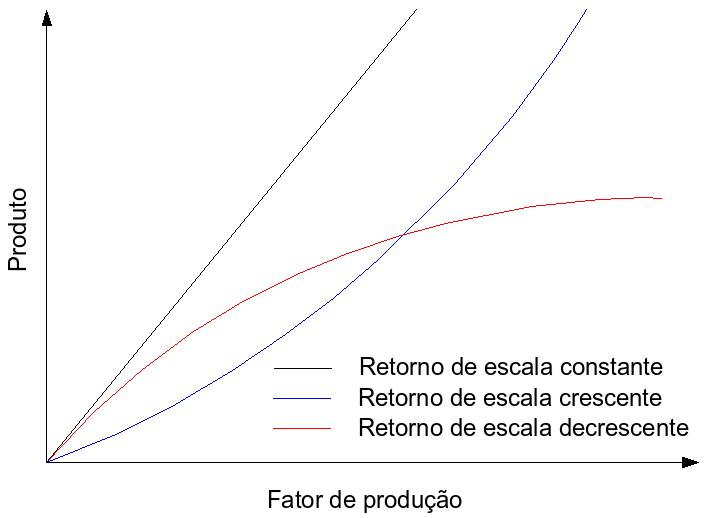
Tipos de retornos de escala

O conceito de rendimentos de escala define a forma com que a quantidade produzida aumenta conforme vão se agregando mais fatores de produção.  Os rendimentos (ou retornos) de escala podem assumir três formas diferentes:
- Retornos constantes de escala: ao se aumentar {\displaystyle \lambda } vezes os fatores de produção, a quantidade produzida também aumenta {\displaystyle \lambda } vezes.  Em outras palavras, se {\displaystyle q=f(x_{1},...,x_{n})}, então {\displaystyle f(\lambda x_{1},...,\lambda x_{n})=\lambda \cdot f(x_{1},...,x_{n})};

- Retornos crescentes de escala: quando multiplicamos os fatores de produção por {\displaystyle \lambda }, a quantidade produzida aumenta mais do que {\displaystyle \lambda } vezes, ou seja: se {\displaystyle q=f(x_{1},...,x_{n})}, então {\displaystyle f(\lambda x_{1},...,\lambda x_{n})>\lambda \cdot f(x_{1},...,x_{n})};

- Retornos decrescentes de escala: ao multiplicarmos os fatores de produção por {\displaystyle \lambda }, a quantidade produzida aumentará menos do que {\displaystyle \lambda } vezes.  Em outras palavras: dado {\displaystyle q=f(x_{1},...,x_{n})}, então {\displaystyle f(\lambda x_{1},...,\lambda x_{n})<\lambda \cdot f(x_{1},...,x_{n})}.

As três funções apresentadas acima também podem ser interpretadas como funções homogêneas de grau 1, maior do que 1 e menor do que 1, respectivamente.

## Teoria dos Custos
A teoria dos custos aborda conceitos como Custo econômico, Custo total, Custo Marginal e Custo médio.  Naturalmente, o objetivo de uma firma é produzir a quantidade desejada com o mínimo de custos.

### Custo econômico
Ao contrário do que se possa imaginar a princípio, o custo econômico não envolve apenas o valor despendido para a aquisição de um bem ou serviço.  Esse custo denomina-se custo contábil.  O custo econômico é um conceito mais abrangente, que pode ser definido da seguinte forma:
Ou seja, o custo econômico é igual à soma do custo contábil (também denominado explícito) e o custo de oportunidade (também denominado implícito).

### Custo total
O custo total (CT) de uma produção é dado pela soma dos produtos entre os preços de cada um dos fatores de produção e a quantidade utilizada.  Ele mede, naturalmente, o custo total em unidades monetárias para se produzir q.  Algebricamente:
Podemos, ainda, observar o custo total como sendo uma soma dos custos fixos e variáveis, isto é: {\displaystyle {\mbox{CT}}={\mbox{CF}}+{\mbox{CV}}}.

### Custo médio
O custo médio (CM) corresponde ao quociente entre o custo total e a quantidade produzida:

### Custo marginal
De forma semelhante à explanação sobre produtividade média e marginal, dizemos que o custo marginal mostra o quanto se aumenta no custo total da produção ao se produzir mais uma unidade.  Podemos, ainda, dizer que o custo marginal é igual à derivada parcial da função de custo total em relação à quantidade produzida.

### Minimização dos custos
Como foi dito anteriormente, o objetivo de uma firma é, dado um nível de produção {\displaystyle q}, minimizar os custos.  Mais especificamente, o objetivo da empresa é minimizar o custo médio (CM) no longo prazo.
Seja {\displaystyle \mathbf {X} } um vetor de {\displaystyle n} fatores de produção, ou seja: {\displaystyle \mathbf {X} =\{x_{1},...,x_{n}\}}.  Seja, ainda,  {\displaystyle \mathbf {W} } um vetor de {\displaystyle n} custos associados aos fatores de produção supramencionados, ou seja:  {\displaystyle \mathbf {W} =\{w_{1},...,w_{n}\}}. Uma empresa estará minimizando seus custos se
Uma firma minimiza seu custo total médio ao produzir uma quantidade de bens que iguala seu custo total médio e seu custo marginal.

## Teoria dos Rendimentos
Em vez de focar uma minimização dos custos a um dado nível de produção, uma firma pode também procurar a maximização de seus lucros.  A verdade é que, ao se minimizar os custos, automaticamente estar-se-á maximizando os lucros de uma empresa.  A Teoria dos Rendimentos abrange conceitos como a Receita total, a Receita média e a Receita marginal.

### Receita total
A receita de uma empresa ({\displaystyle R}) é igual ao produto entre a quantidade produzida ({\displaystyle q}) e o seu preço de venda ({\displaystyle p}) ou igual ao produto entre a quantidade de produtos (um ou varios tipos de produtos, que uma empresa pode comercializar) vendida ({\displaystyle q}) e o seu preço de venda ({\displaystyle p}) - lembre-se de não confundir os conceitos de preço de venda ({\displaystyle p}) e custo (w).
{\displaystyle R=q*p};
{\displaystyle se\ t=n\ {\text{tipos de produtos diferentes,}}}
{\displaystyle R=\sum _{t=1}^{n}R(t)\ ,logo\ \sum _{t=1}^{n}R(t)=R(1)+...+R(n),} portanto, receita pode ser receita parcial quando soma-se um conjunto de produtos fabricado e vendido ou comprado e revendido, sendo esta empresa, tem um universo de produtos, que engloba o conjunto já mencionado e soma-se a esta, outros conjuntos de produtos fabricados e vendidos ou comprados e revendidos pela mesma empresa. Quando somamos as receitas do universo de produtos que uma empresa comercializa (produtos fabricados e vendidos ou comprados e revendidos), esta receita é chamada de Receita Total.

### Receita média
A receita média (RMe) é o quociente entre a receita total e a quantidade produzida.
Como era de se imaginar, a receita média é dada pelo preço unitário de venda do produto. Então RMe é igual ao preço

### Receita marginal
A receita marginal (RMg) é um conceito tão importante quanto o do Custo Marginal.  Ela mede o ganho na receita da empresa obtido pela produção de uma unidade a mais do bem/serviço a ser comercializado.  Algebricamente:

### Lucro
O lucro de uma empresa é dado pela diferença entre receitas e despesas.  Logo, o lucro total (LT ou {\displaystyle \pi }) de uma firma é dado por:
Essa função será máxima em um ponto de máximo na função {\displaystyle \pi }, onde sua primeira derivada é nula. Isso corresponde a um ponto de inflexão em q  na função lucro marginal, ou seja:
{\displaystyle {\frac {\partial \pi }{\partial q}}={\frac {\partial {\mbox{RT}}}{\partial q}}-{\frac {\partial {\mbox{CT}}}{\partial q}}}

{\displaystyle \pi {\mbox{Mg}}={\mbox{RMg}}-{\mbox{CMg}}}

{\displaystyle \pi {\mbox{Mg}}=0\to {\mbox{RMg}}={\mbox{CMg}}}
Isso mostra que, para maximizar os lucros, a empresa precisa encontrar o ponto de cruzamento das retas de custo e receita marginais.  Em outras palavras, ela deve procurar o nível de produção {\displaystyle q} tal que, ao se produzir {\displaystyle q+1} ou {\displaystyle q-1}  unidades, o custo marginal será maior do que a receita marginal, de forma que produzir {\displaystyle q+1} ou {\displaystyle q-1} unidades se torna menos lucrativo do que produzir apenas {\displaystyle q}.

## Taxa Marginal de Substituição Técnica e Elasticidade da Substituição
A  taxa marginal de substituição técnica (TMST) entre os fatores de produção i e j mede a quantidade de unidades de i que se teria de aumentar ao se diminuir em uma unidade a produção de j, tudo isso sem alterar a produção.  Ela pode ser expressada, também, como sendo a reta tangente à isoquanta (ou seja, sua derivada).  É uma função monotônica e convexa.Algebricamente:
A elasticidade da substituição entre os mesmos fatores i e j mencionados anteriormente é dado por {\displaystyle \sigma _{ij}} e mede a facilidade com que se pode substituir esses bens.  Esse valor varia entre zero e o infinito, sendo que, quanto mais próximo de zero, mais difícil será a substituição entre os fatores.

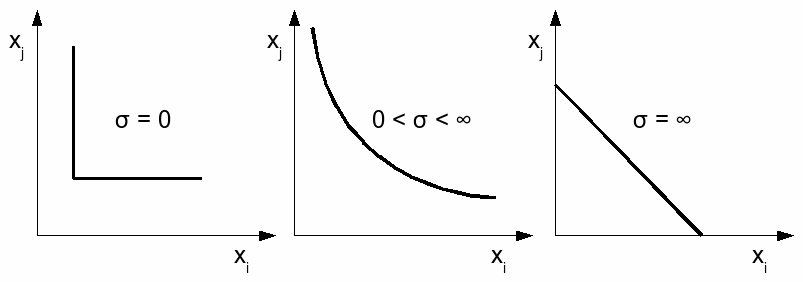
Três formatos típicos da curva de elasticidade da substituição